# Senecio sterquilinus
Senecio sterquilinus là một loài thực vật có hoa trong họ Cúc. Loài này được Ornduff miêu tả khoa học đầu tiên năm 1960.